# Buffalo Grove High School
Die Buffalo Grove High School (BGHS) ist eine öffentliche High School, die sich in Buffalo Grove, einer nordwestlichen Vorstadt von Chicago befindet. Sie ist eine von sechs vierjährigen allgemeinbildenden High Schools im Township High School District 214. Sie umfasst Teile der Gemeinden Buffalo Grove, Arlington Heights und Wheeling.

## Geschichte
Buffalo Grove wurde 1973 eröffnet. Sie übernahm Schüler und Personal von den High Schools Wheeling und John Hersey.
Clarence M. „Chick“ Miller, der ehemalige stellvertretende Direktor der Wheeling High School, wurde zum ersten Direktor der neuen Schule ernannt.
Am 12. März 1976 besuchte Präsident Gerald Ford im Wahlkampf gegen den ehemaligen Gouverneur von Kalifornien, Ronald Reagan, die Schule und hielt im Turnsaal der Buffalo Grove High School eine Rede.
Seit 1990 existiert zwischen dem Gymnasium Kundmanngasse in Wien und der Marching Band der Buffalo Grove High School eine Schulpartnerschaft mit gegenseitigem Schüleraustausch. Initiiert wurde die Partnerschaft auf der Seite der Buffalo Grove High School vom seit 2016 pensionierten ehemaligen Dirigenten der Marching Band Ed Jacobi.
2003 wurden neue Klassenräume, ein Foyer und neue Büros als Teil einer Renovierung im Wert von sechs Millionen Dollar gebaut. Der „circle drive“ auf der Westseite der Schule wurde redimensioniert um Platz für neue Klassenräume und ein Foyer zu machen. In den neuen Klassenräumen wurden die neuen naturwissenschaftlichen Labore und Klassenräume für speziellen Unterricht eingerichtet. In ehemaligen Stauräumen im zweiten Obergeschoss an der Südseite der Schule wurden zusätzliche Klassenräume für den Fremdsprachenunterricht eingerichtet
Am 27. August 2004 waren die „Bisons“ Gastgeber ihres ersten Friday Night Footballspiel im neuen Bison Stadion. Das Team kam ins Finale der Mid-Suburban League, was es möglich machte, Spiele von Samstag Nachmittag auf Spiele am Freitag Abend zu wechseln.
Im Schuljahr 2013/14 wurde für 11 Millionen Dollar ein neues Schwimmbad errichtet.

## Bildung
Buffalo Grove High School gewann im Schuljahr 1999/2000 den Blue Ribbon Award for Excellence, der vom United States Department of Education vergeben wird.
Im Jahr 2008 betrug der durchschnittliche ACT-score (Bildungsgrad) 23,3 und 95,5 % der Abschlussklasse von 2008 maturierten im Zeitplan. BGHS schaffte es nicht den Adequate Yearly Progress (AYP) einzuhalten, vor allem den No Child Left Behind Act auf Grund von Ergebnissen unter dem Plansoll des Prairie State Achievement Examination and ACT in zwei Schülergruppen.

## Aktivitäten
Buffalo Grove unterstützt 47 Schulgruppen und Aktivitäten. Diese umfassen die Bereiche Sport, Kultur, Sprachen, Musik, Sozialarbeit, Politik und Schulpolitik. Buffalo Grove hat ein exzellentes Speech- und Debate team, die 1999 bei der Lincoln Douglas Debate es in die National Forensics League schafften.